# Lubrza (jezioro)
Lubrza – niewielkie jezioro morenowe w Polsce, położone na Pojezierzu Łagowskim, na północny wschód od miejscowości Lubrza w województwie lubuskim, w powiecie świebodzińskim, w gminie Lubrza.
Jezioro jest obecnie wykorzystywane głównie przez wędkarzy. Przez jezioro Lubrza przebiega Lubrzański Szlak Kajakowy.